# Max Croiset
 Max Croiset  (Blaricum, 13 augustus 1912 – Den Haag, 7 april 1993) was een Nederlandse acteur, regisseur, toneelschrijver, dichter en voordrachtskunstenaar.

## Biografie
Croisets vader was de acteur Hijman Croiset en zijn moeder Judith Boekbinder. Zijn ouders waren joods. Max Croiset was een broer van de paragnost Gerard Croiset en halfbroer van de drukker Odo Croiset.
De bekendste rollen van Max Croiset zijn die van Koning Oedipus en Creon in Antigone, beide van Sophocles. In 1985 speelde hij een gastrol in de comedyserie Zeg 'ns Aaa als Charles van Opzand, de vader van dokter Lydie van der Ploeg, gespeeld door Sjoukje Hooymaayer.
Croiset kreeg samen met zijn eerste echtgenote Jeanne Verstraete, met wie hij van 1934 tot en met 1940 getrouwd was, twee zonen, die na de scheiding aan Croiset werden toegewezen. De oudste is de acteur, schrijver en regisseur Hans Croiset (1935) en de jongste is de acteur Jules Croiset (1937). Vanwege zijn huwelijk met een niet-joodse vrouw werd Croiset tijdens de bezetting niet gedeporteerd, maar moest hij wel de Jodenster dragen. In 1946 hertrouwde Croiset met Ida van den Oever, zijn "muze" en ze leefden samen tot aan zijn dood in 1993.

## Prijzen
In 1954 kreeg Croiset de literaire Vijverbergprijs (later genoemd de F. Bordewijk-prijs) voor het toneelstuk Amphitryon. 

In 1958 won hij de ANV-Visser Neerlandia-prijs voor zijn werk De medeplichtigen.

## Filmografie (selectie)
- 1934: Dood Water - Jan Brak
- 1936: Oranje Hein
- 1938: Veertig jaren
- 1940: Ergens in Nederland

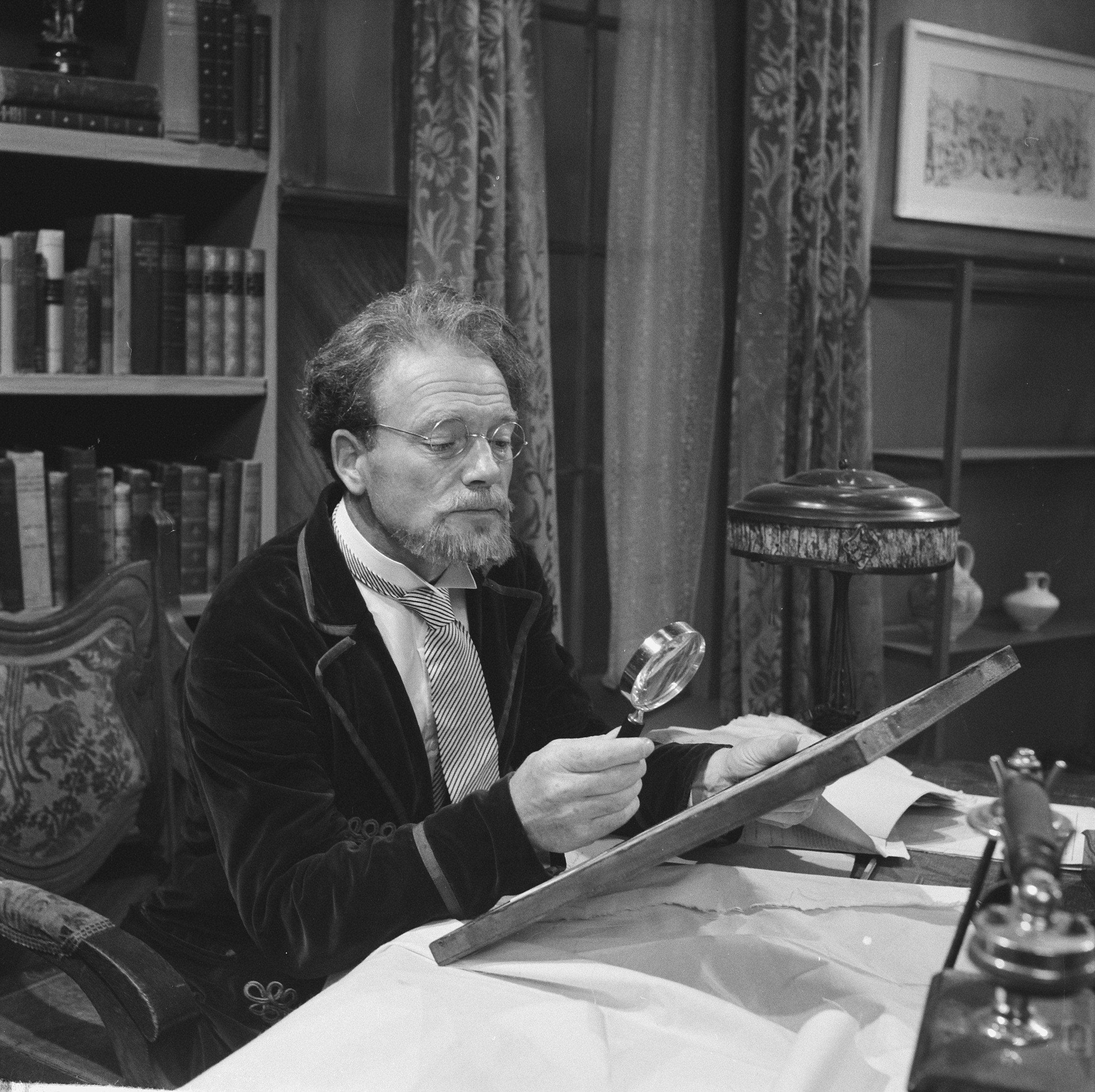
Croiset in Hij zit aan de smeltkroes (1962).

- 1942: De Laatste Dagen van een Eiland - Mar Meun
- 1953: Rechter Thomas - Gevangenisbewaarder
- 1958: Dorp aan de rivier - Dr. Tjerk van Taeke
- 1959: Operation Amsterdam
- 1960: John Ferguson - Boer John Ferguson
- 1960: A dog of Flanders - Mr. Cogez
- 1962: Hij zit aan de smeltkroes - Professor Mensch
- 1965: De opvolger
- 1967: Mandjes uit Mexico - Winthrop
- 1971: Neutraal terrein - Otis
- 1972: The Little Ark - Pater Grijpma
- 1978: Heilige Jeanne - Graaf van Warwick
- 1981: Charlotte - Albert
- 1981: Hoge hakken, echte liefde - President-commissaris
- 1985: Zeg 'ns Aaa - Charles van Opzand (Vader van Lydie)
- 1986: Dossier Verhulst - Rechtbank president
- 1987: Havinck - Havincks schoonvader
- 1990: Retrospectief
- 1991: Eline Vere - Dr. Reyer
- 1992: Daens - Father Abbot

## Auteur (selectie)
- 1946 - Alchemie van het ik
- 1950 - Oedipus en zijn moeder
- 1951 - Amphytrion
- 1958 - Tekentekst
- 1959 - Zeekant
- 1960 - Toneelwerk
- 1961 - Gezien
- 1963 - Het dagboek van een aapnootmiezer
- 1963 - Inzicht
- 1965 - 6.000.000
- 1973 - Bewoordingen
- 1978 - Max Croiset: bloemlezing uit zijn gedichten
- 1983 - Weerklank
- 1985 - Oog-opslag
- 1987 - Stilte
- 1990 - Een raam aan de Noordzee
- 1992 - Noemens waard
- 1993 - Uiteindelijk

- Bibliothèque nationale de France: cb14856996x (data)
- Biografisch Portaal: 52408187
- Digitale Bibliotheek voor de Nederlandse Letteren: croi001
- Gemeinsame Normdatei: 172028019
- International Standard Name Identifier: 0000 0003 5777 8924
- Library of Congress Control Number: n94060259
- Nederlandse Thesaurus van Auteursnamen: 070200440
- Virtual International Authority File: 199132758
- WorldCat: E39PBJfRGFV6b9wPgyQFDC6Myd